# Changhe Furuida
Der Changhe Furuida ist ein Fahrzeugmodell der Automobilmarke Changhe aus der Volksrepublik China. Die englische Modellbezeichnung ist „Changhe Freedom“. Dabei handelt es sich entweder um einen Minivan oder um einen Minipritschenwagen, je nachdem um welche Modellvariante es geht. Von dem Modell sind einige Varianten produziert worden. Die Serienproduktion fällt ungefähr in den Zeitraum der Jahre 2007 bis 2014 hinein. Von dem Minivan gab es fünf- bis achtsitzige Ausführungen mit diversen Sitzanordnungen; von dem Minipritschenwagen hingegen gab es zwei- bis fünfsitzige Ausführungen, wahlweise mit jeweils einer oder mit je zwei Sitzreihen.

## Die Variante Changhe Furuida Mini Van
Die Variante Changhe Furuida Mini Van (englisch Changhe Freedom Mini Van) ist ein Kleintransporter, also ein Van, der ohne Verblendungen auskommt, das heißt, wie ein Kleinbus rundherum verglast ist. Das Modell ist sowohl in China, wo das Modell produziert worden ist, als auch (mit einer gewissen zeitlichen Verzögerung) in Deutschland auf dem Markt angeboten worden, wie auch in anderen Regionen der Welt, etwa in verschiedenen Ländern Lateinamerikas. In Deutschland ist von den unterschiedlichen Produkttypen der Typ CH6390E DLX angeboten worden. Dieses importierte Modell erfüllt in der Praxis die Abgasnorm Euro 5.

## Die Variante Changhe Furuida Blind Van

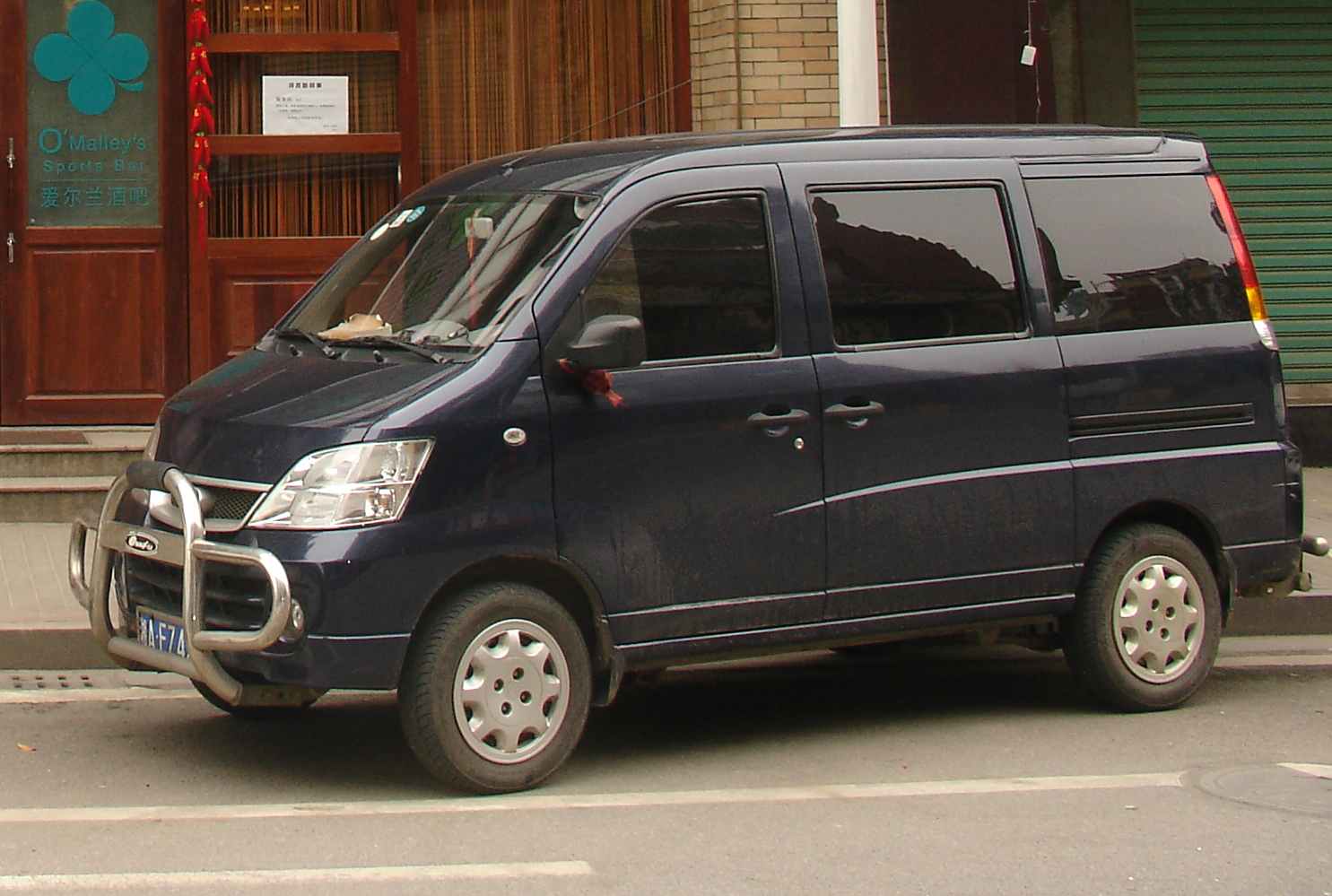
Changhe Furuida Blind Van (2007–2014)

Im Unterschied zum Furuida Mini Van, der wie ein Bus rundherum verglast ist, stellt diese Modellvariante einen Kleintransporter dar, der seitlich größtenteils verblendet und auch hinten mit Blendwerk versehen ist. Die stark getönten Scheiben, die dafür unter anderem zu Hilfe genommen wurden, verleihen dieser Variante beinahe Kastenwagen-Charakter. Sie ermöglichten vielleicht eine Teiltransparenz für die Sicht von drinnen nach draußen. Es gab aber auch noch andere Verblendungen, die eingesetzt wurden, die vollkommen intransparent waren. In Sachen Motorisierungsoptionen dürften zwischen Changhe Furuida Blind Van und Changhe Furuida Mini Van keine Unterschiede bestanden haben.

## Technische Daten
Bei den beiden Modellvarianten Changhe Furuida Mini Van handelt es sich um die Produktserie CH6390, unter anderem mit den Produkttypen CH6390E/CH6390E3/CH6390E4/CH6390HE/CH6390LE3/CH6390LE4. Vom Changhe Furuida Blind Van gab es eine Produktserie CH6430, unter anderem mit den Produkttypen CH6430T1/CH6430T2.
| Produkttypenbezeichnung   | CH6390E STD                    | CH6390E DLX                    | CH6390HE STD                   |
| ------------------------- | ------------------------------ | ------------------------------ | ------------------------------ |
| Arbeitsverfahren          | Viertakt                       | Viertakt                       | Viertakt                       |
| Motorart                  | Ottomotor                      | Ottomotor                      | Ottomotor                      |
| Motorbauart               | Vierzylinder-Reihenmotor       | Vierzylinder-Reihenmotor       | Vierzylinder-Reihenmotor       |
| Hubraum                   | 1051 cm3                       | 1051 cm3                       | 1051 cm3                       |
| Bohrung× Hub              | 65,5 mm × 78 mm                | 65,5 mm × 78 mm                | 65,5 mm × 78 mm                |
| Verdichtungsverhältnis    | 9 : 1                          | 9 : 1                          | 9 : 1                          |
| max. Leistung bei 1/min   | 38,5 kW (52,3 PS) bei 5200     | 38,5 kW (52,3 PS) bei 5200     | 38,5 kW (52,3 PS) bei 5200     |
| max. Drehmoment bei 1/min | 83 Nm bei 3000 bis 3500        | 83 Nm bei 3000 bis 3500        | 83 Nm bei 3000 bis 3500        |
| Gemischaufbereitung       | Multipoint-Einspritzung        | Multipoint-Einspritzung        | Multipoint-Einspritzung        |
| Ventilsteuerung           | DOHC                           | DOHC                           | DOHC                           |
| Nockenwellenantrieb       | Zahnriemen                     | Zahnriemen                     | Zahnriemen                     |
| Kühlung                   | Wasserkühlung                  | Wasserkühlung                  | Wasserkühlung                  |
| Getriebe                  | 5-Gang-Getriebe                | 5-Gang-Getriebe                | 5-Gang-Getriebe                |
| Radaufhängung vorne       | MacPherson-Federbeinachse      | MacPherson-Federbeinachse      | MacPherson-Federbeinachse      |
| Radaufhängung hinten      | Schraubenfeder und Stoßdämpfer | Schraubenfeder und Stoßdämpfer | Schraubenfeder und Stoßdämpfer |
| Reifen                    | 165/70 R13, 165/70 R14         | 165/70 R13, 165/70 R14         | 165/70 R13, 165/70 R14         |
| Bremsen vorne             | Scheibenbremsen                | Scheibenbremsen                | Scheibenbremsen                |
| Bremsen hinten            | Trommelbremsen                 | Trommelbremsen                 | Trommelbremsen                 |
| Karosserie                | Stahlblech, selbsttragend      | Stahlblech, selbsttragend      | Stahlblech, selbsttragend      |
| Länge                     | 3868 mm                        | 3868 mm                        | 3868 mm                        |
| Breite                    | 1528 mm                        | 1528 mm                        | 1528 mm                        |
| Höhe                      | 1848 mm                        | 1848 mm                        | 1848 mm                        |
| Spurweite vorne           | 1310 mm                        | 1310 mm                        | 1310 mm                        |
| Spurweite hinten          | 1310 mm                        | 1310 mm                        | 1310 mm                        |
| Radstand                  | 2405 mm                        | 2405 mm                        | 2405 mm                        |
| Leergewicht               | 1065 kg                        | 1090 kg                        | 1010 kg                        |
| Anzahl der Sitzplätze     | 5 bis 7                        | 5 bis 7                        | 5 bis 7                        |
| Höchstgeschwindigkeit     | circa 120 km/h                 | circa 120 km/h                 | circa 120 km/h                 |
| Kraftstoffverbrauch       | 7,6 l/100 km Benzin            | 7,6 l/100 km Benzin            | 7,6 l/100 km Benzin            |
| CO2-Emission              | 179 g/km                       | 179 g/km                       | 179 g/km                       |

| Getriebeübersetzung |       |
| ------------------- | ----- |
| 1. Gang             | 3,652 |
| 2. Gang             | 1,948 |
| 3. Gang             | 1,424 |
| 4. Gang             | 1     |
| 5. Gang             | 0,795 |
| Rückwärts           | 3,466 |
| Achsübersetzung     | 4,778 |